# إجماع (تصويت)
الإجماع هو اتفاق من قبل جميع الناس في حالة معينة. قد تعتبر المجموعات القرارات بالإجماع علامة على الاتفاق الاجتماعي أو السياسي أو الإجرائي أو التضامن والوحدة. يمكن افتراض الإجماع صراحة بعد التصويت بالإجماع أو ضمنيًا من خلال عدم وجود اعتراضات. لا يعني ذلك بالضرورة التوحيد ويمكن أن يكون في بعض الأحيان عكس الأغلبية من حيث النتائج.

## التصويت
تختلف الممارسة حول ما إذا كان يمكن اعتبار التصويت بالإجماع إذا امتنع بعض الناخبين عن التصويت. في قواعد نظام روبرت، لم يتم تحديد "التصويت بالإجماع" على وجه التحديد ، على الرغم من عدم احتساب الامتناع عن التصويت على أنه تصويت بغض النظر عن عتبة التصويت.  في هذا الكتاب أيضًا ، يمكن اتخاذ الإجراء عن طريق " الموافقة بالإجماع " ، أو "الموافقة العامة" ، إذا لم تكن هناك اعتراضات.  ومع ذلك ، قد لا تكون الموافقة بالإجماع بالضرورة هي نفس التصويت بالإجماع (انظر ليس هو نفسه التصويت بالإجماع ).  في كلتا الحالتين ، لا يأخذ في الاعتبار الأعضاء الذين لم يكونوا حاضرين.
في المقابل، لا يعتبر قرار مجلس الأمن التابع للأمم المتحدة "بالإجماع" إذا امتنع أحد الأعضاء عن التصويت.  في الاتحاد الأوروبي، أدخلت معاهدة أمستردام مفهوم "الامتناع البناء"، حيث يمكن للعضو الامتناع عن التصويت عندما يكون الإجماع مطلوبًا دون أن يؤدي ذلك إلى إعاقة نجاح التصويت. ويهدف هذا إلى السماح للدول بحجب الدعم رمزياً مع عدم شل عملية صنع القرار. 

### الديمقراطيات
يمكن أن يكون حدوث الإجماع في ديمقراطية تمثيلية بعيد المنال مع وجود تنوع الآراء في ديمقراطية تشاركية. الإجماع غالبا ما يكون مسعى سياسي. على الرغم من أن الحكومات والمنظمات الدولية قد تتخذ أحيانًا قرارات بالإجماع، إلا أن الموافقة الشعبية غالبًا ما تكون طموحًا أكثر قابلية للتحقيق للمسؤولين المنتخبين.

### الدكتاتوريات
استخدمت الأنظمة الديكتاتورية الشرعية التي يُفترض أنها تأسست بالإجماع في محاولة لكسب التأييد لموقفها. قد يتم إكراه المشاركين في الهيئة التشريعية أو ترهيبهم لدعم موقف الديكتاتور، حيث يصبح المجلس التشريعي أكثر من مجرد ختم مطاطي لسلطة أكثر قوة.
يمكن لدول الحزب الواحد تقييد المرشحين بمقعد واحد في الانتخابات واستخدام التصويت الإجباري أو التزوير الانتخابي لخلق انطباع بالإجماع الشعبي. أفادت الانتخابات البرلمانية الكورية الشمالية لعام 1962 عن نسبة إقبال 100٪ وبنتيجة 100٪ لصالح حزب العمال الكوري.  كما إدعى أحمد سيكو توري فوزه بنسبة 100٪ من الأصوات في غينيا في عامي 1975 و1982، وكذلك فعل فيليكس هوفويت بوانيي في ساحل العاج عام 1985. 

### المحلفون
في المحاكمات أمام هيئة محلفين في القانون الجنائي، تتطلب العديد من الولايات القضائية إصدار حكم الإدانة من قبل هيئة المحلفين بالإجماع. في حين أن هذا ليس ضروريا في القانون المدني.
قضت المحكمة العليا للولايات المتحدة في قضية أبوداكا ضد ولاية أوريغون أن بند الإجراءات القانونية في التعديل الرابع عشر لا يتطلب إجماع هيئة المحلفين في محاكم الولاية، مع وجود رأي متفق عليه بأن التعديل السادس للدستور يفرض الإجماع على حكم الإدانة في محاكمة هيئة محلفين فيدرالية.  على الرغم من ذلك، تتطلب العديد من الولايات الأمريكية إجماع هيئة المحلفين لإثبات المذنب. على سبيل المثال، تنص المادة 21 من إعلان الحقوق في دستور ماريلاند على ما يلي: 
في إنجلترا وويلز، منذ قانون هيئة المحلفين لعام 1974، يمكن إعادة حكم الإدانة في حالة اعتراض ما لا يزيد عن 2 من المحلفين. 
في قضية راموس ضد ولاية لويزيانا، قضت المحكمة العليا للولايات المتحدة بأن أحكام الإدانة في المحاكمات الجنائية يجب أن تكون بالإجماع.